# Koszelewo (przystanek kolejowy)
Koszelewo, Koszelewo 1 (biał. Кошалева, ros. Кошелево) – przystanek kolejowy w miejscowości Koszelewo, w rejonie brzeskim, w obwodzie brzeskim, na Białorusi.
Powstał po 1939. Wcześniej w tym miejscu istniała mijanka.